# TJ Sokol Čížová
TJ Sokol Čížová je fotbalový klub z Čížové, v sezóně 2017/2018 účastník České fotbalové ligy. Aktuálně hraje v okresním přeboru okresu Písek.

## Historie
Klub byl založen v roce 1919. Od začátku svého působení až do roku 1994 klub působil pouze v okresních fotbalových soutěžích bez výrazných úspěchů a jednalo se o typický vesnický klub provozovaný pouze pro zábavu. To se změnilo příchodem nového mecenáše Alexandra Bystrova v roce 1994. Od tohoto roku se kvalita čížovského fotbalu zvedla. A už v roce 1998 slavil klub historický úspěch a to postup do divize. Tam klub vydržel tři roky a sestoupil zpět do krajských soutěží. Opětovný návrat do divize přišel v roce 2011 po vítězství v krajském přeboru. V roce 2017 slavil klub zatím svůj největší úspěch a to postup do České fotbalové ligy. Třetí nejvyšší soutěž však byla nad síly fotbalistů z Čížové a klub v ČFL obsadil poslední příčku s pouhými 14 body, což znamenalo návrat do divize. Před ročníkem 2020/21 se Čížová z divize odhlásila a další dvě sezóny působila v 1. B třídě skupina C Jihočeského kraje. Následoval sestup do Okresního přeboru Písek.

## Umístění v jednotlivých sezonách
| Česko (2004 – současnost) |                |           |
| Sezóna                    | Liga           | Pozice    |
| 2004/05                   | I. A třída     | 1. místo  |
| 2005/06                   | Krajský přebor | 7. místo  |
| 2006/07                   | Krajský přebor | 8. místo  |
| 2007/08                   | Krajský přebor | 8. místo  |
| 2008/09                   | Krajský přebor | 6. místo  |
| 2009/10                   | Krajský přebor | 1. místo  |
| 2010/11                   | Krajský přebor | 1. místo  |
| 2011/12                   | Divize A       | 11. místo |
| 2012/13                   | Divize A       | 6. místo  |
| 2013/14                   | Divize A       | 9. místo  |
| 2014/15                   | Divize A       | 11. místo |
| 2015/16                   | Divize A       | 7. místo  |
| 2016/17                   | Divize A       | 1. místo  |
| 2017/18                   | ČFL            | 18. místo |
| 2018/19                   | Divize A       | 2. místo  |
| 2019/20                   | Divize A       | 9. místo  |
| 2020/21                   | I. B třída     | 13. místo |
| 2021/22                   | I. B třída     | 14. místo |